# Eberhard Petzold
Eberhard Petzold (* 1944 in Worpswede) ist ein deutscher Fotograf. Bekannt geworden ist er durch seine Bildbände über die internationale Handelsschifffahrt.

## Leben und Werk
Eberhard Petzold studierte zunächst Jura und promovierte 1973 in Hamburg. Nach dem Zweiten Staatsexamen widmete er sich immer mehr seiner Leidenschaft, dem Fotografieren. Ab 1980 betrieb er ein eigenes Fotostudio in Hamburg als Werbe-, Industrie- und Architekturfotograf. Wegen der vielen Fotoaufträge aus Kreisen der Handelsschifffahrt und den damit verbundenen langen weltweiten Reisen löste er Anfang der 2000er Jahre sein Studio auf und beschäftigt sich seitdem ganz mit der Schifffahrtsfotografie.
Das Thema seiner ersten beiden Bildbände war das Mahnmal St. Nikolai in Hamburg und die Stadt selbst, bevor er sich dem Hamburger Hafen zuwandte. Danach entstanden Bildbände über die weltweite Schifffahrt, den Schiffbau auf der Hyundai-Werft in Südkorea wie auch den Bau von Containerschiffen auf der Meyer Werft in Papenburg. Ein weiteres Thema waren die Tanker der SCOT-8000-Klasse für einen Bildband und die auf der Neptun Werft in Rostock-Travemünde zusammengeschweißten Gastanker.

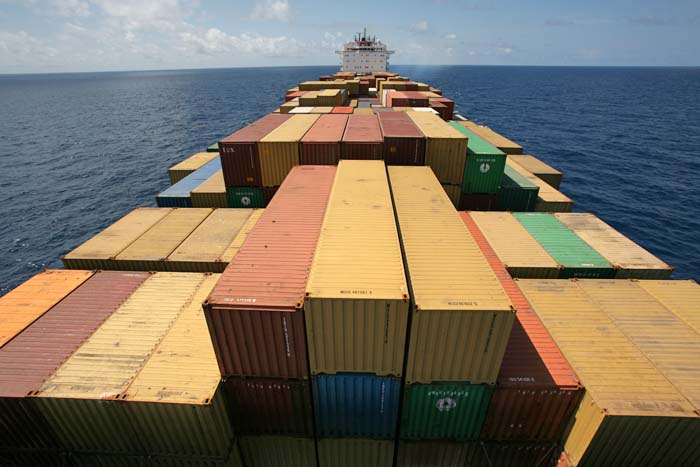
Vorschiff und Deckshaus eines Frachtschiffs
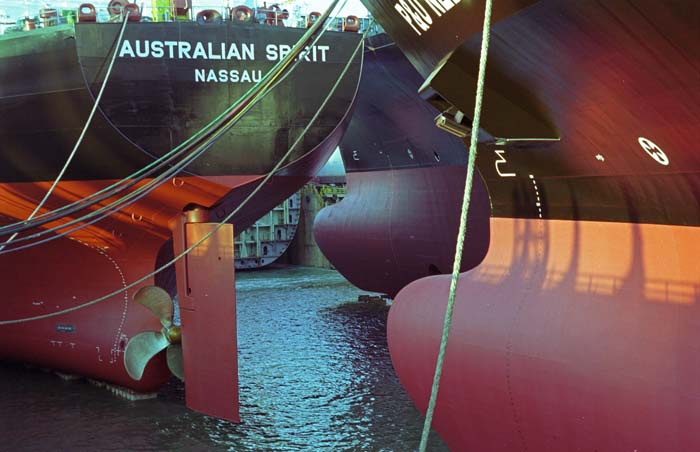
Schiffbau in Dock 3 der Hyundai-Werft
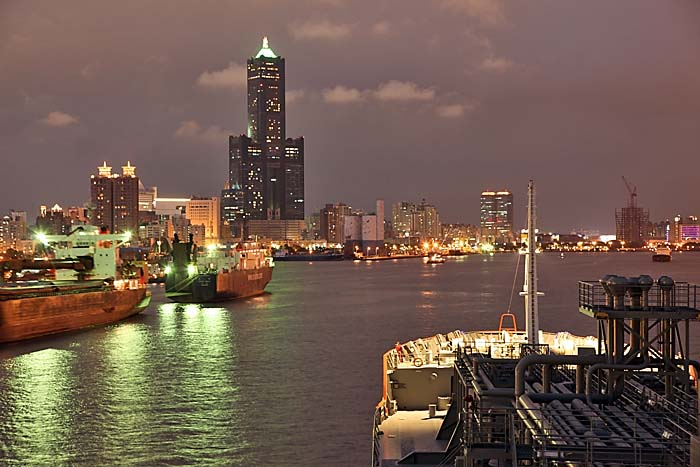
Auf einem Gastanker nach Kaoshiung
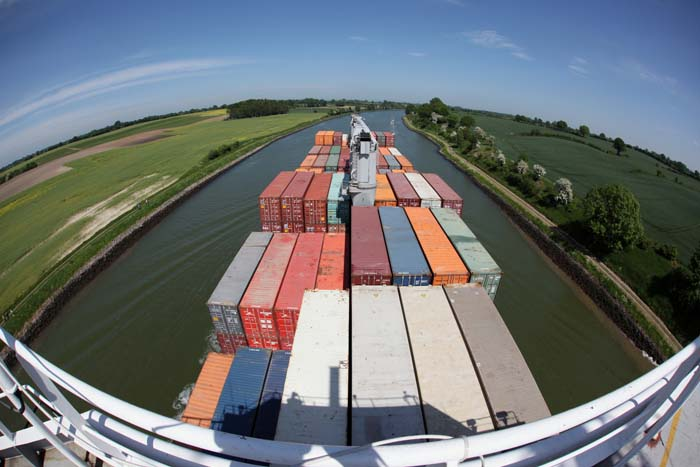
Frachtschiff im Nord-Ostsee-Kanal
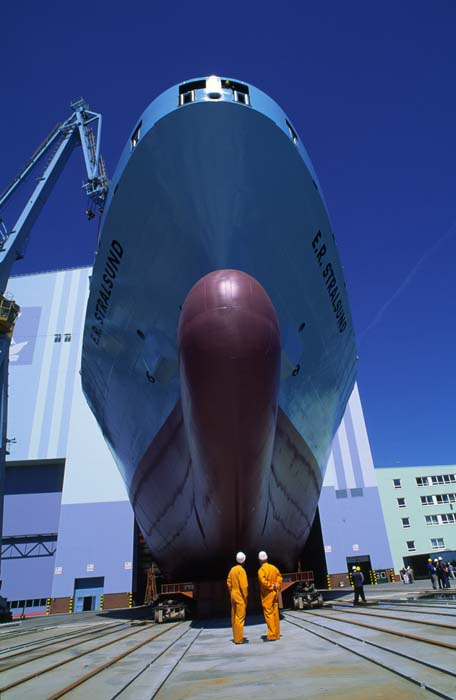
Roll-Out auf der Volkswerft Stralsund, 2004
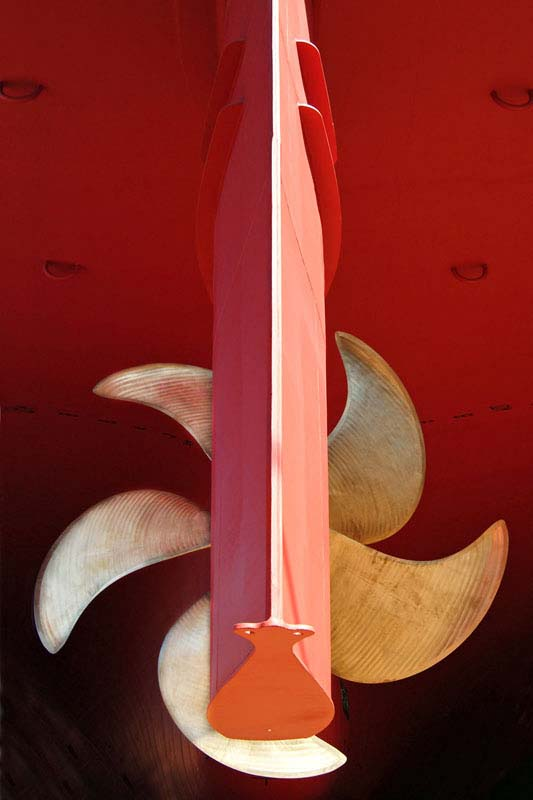
Ruder und Schiffsschraube, Hyundai Werft, Südkorea

## Bildbände
- Eberhard Petzold, Sylvester M. Robert: Mahnmal St. Nikolai. Historika Photoverlag, Hamburg 1995, ISBN 3-929307-24-3.
- Eberhard Petzold, Kurt Grobecker, mit einem Vorwort von Ralph Giordano: Hamburg vom Turm. Rasch und Röhrig Verlag, Hamburg 1998, ISBN 3-89136-692-2. 2. völlig neu bearbeitete Auflage im Convent Verlag, Hamburg 2005, ISBN 3-934613-91-8.
- Eberhard Petzold, Birgit Müller: Hafen Port of Hamburg. Verlag Die Hanse, Hamburg 2001, ISBN 3-434-52587-4.
- Eberhard Petzold: Schifffahrt weltweit. Koehlers Verlagsgesellschaft, Hamburg 2004, ISBN 3-7822-0904-4.
- Kurt Grobecker, Eberhard Petzold: SCOT 8000 – Tanker der Zukunft. Protokoll einer Mittelmeerfahrt. Convent Verlag, Hamburg 2004.
- Eberhard Petzold, Kurt Grobecker: Reederei Blue Star. Renaissance einer Flotte A Fleet's Revival. Convent Verlag, Hamburg 2004, ISBN 3-934613-84-5.
- Kurt Grobecker, Eberhard Petzold: Eine Klasse für sich. Containerschiffe für die Eisfahrt. Convent Verlag, Hamburg 2005, ISBN 3-934613-93-4.
- Eberhard Petzold: Schifffahrt der Welt. Koehlers Verlagsgesellschaft, Hamburg 2007, ISBN 978-3-7822-0962-5.
- Hagen Deecke, Eberhard Petzold: Und ewig lockt das Meer. Koehlers Verlagsgesellschaft, Hamburg 2008, ISBN 978-3-7822-0982-3.
- Max Johns, Eberhard Petzold: Hafenstädte. Eine Bilderreise um die Welt. Koehlers Verlagsgesellschaft, Hamburg 2009, ISBN 978-3-7822-1001-0.
- Kurt Grobecker, Eberhard Petzold: Gastanker der Zukunft. Unterwegs von Java nach Taiwan. Medien-Verlag Schubert, Hamburg 2009, ISBN 978-3-937843-10-0.
- Eberhard Petzold, Sebastian Meißner: Hafenstädte der Ostsee. Nicht nur für Kreuzfahrer. Koehlers Verlagsgesellschaft, Hamburg 2011, ISBN 978-3-7822-1040-9.
- Eberhard Petzold, Sebastian Meißner: Güterströme der Welt – The Global Cargo Flow. Koehlers Verlagsgesellschaft, Hamburg 2017, ISBN  978-3-7822-1278-6.